# 中根山
中根山（なかねやま）は、岐阜県下呂市にある標高767.2mの山である。

## 概要
別名下呂富士（げろふじ）とも呼ばれ、下呂市街に位置する。山麓に温泉寺がある。